# ジャン・メシア
ジャン・メシア（Jean Messiha, 1970年9月10日 - ）は、エジプト・カイロ出身のフランスの官僚、極右派の政治家。
博士（経済学）を保有。パリ政治学院、国立行政学院を卒業し、2005年から2016年まで国防省で務めたのち、2017年のフランス大統領選挙において、マリーヌ・ル・ペン陣営につき、著名となった。さらにテレビ出演やSNSでの活動を通じて知名度を上げていった。
2018年から国民連合の全国代表、事務局員を務めた後、2020年に離党。2022年のフランス大統領選挙では、エリック・ゼムールの支援に回った。

## 略歴

### エジプトでの出生とフランス移住
1970年9月10日、カイロでエジプトの外交官でコプト教徒の父と化学者の母との間に生まれる。生まれたときの名前は、ホッサム・ボトゥロス・メシハ（Hossam Botros Messiha（アラビア語: حُسَّام بُطْرُس مَسِّيحَة, Ḥussām Buṭrus Massīḥa））。カイロで育ったのち、コロンビアに引っ越す。フランスに引っ越したのは、8歳の時であった。ミュルーズで生活したのち、パリ近郊のクルブヴォワ、フランコンヴィルで過ごす。 1990年、20歳の時にフランスに帰化し、洗礼名であるジャンを名乗るようになった。

### 学歴
パリ・ナンテール大学で経済学の高等研究学位（修士号に相当）を取得したのち、メス大学で博士（経済学）を取得。博士論文のタイトルは、「マーストリヒト条約及びアムステルダム条約を受けた予算政策の経済学的位置づけ」（Le Statut économique des politiques budgétaires face aux traités de Maastricht et d'Amsterdam）。パリ政治学院を卒業したのち、2度の不合格を経て2003年に国立行政学院に入学。2005年に卒業して国防省に入省するも、2016年に政治活動のため休職する。

## 政治活動

### 国民戦線、国民連合への参加
報道によるよ、マリーヌ・ル・ペンに立候補を申し出たのは2014年であり、同氏に最初に出会ったのは2015年。2016年2月、国民戦線に入党。2017年フランス議会総選挙でエーヌ県第4区から立候補し、自身を「成功と帰化の完璧な例」と評した。共和国前進から立候補したマルク・ドラットに対して第2次選で43.7%の票を集めるも落選。
2018年に、国民連合の全国代表に任命されるとともに、党事務局入りをする。翌年、2020年パリ市議会選挙の候補者名簿作成に携わり、国民連合パリ支部連合会にセルジュ・フェデルブッシュの公認見直しを迫ったが、最終的に国民連合はフェデルブッシュを支援することとした。2022年フランス大統領選挙に向けて、2019年からマリーヌ・ル・ペン陣営の経済政策を担当した。

### 国民連合との不協和音、離党
国民連合は、2019年欧州議会選挙、そしてエーヌ県からの2021年地域圏議会選挙へのメシアの出馬を拒否した。2020年11月3日、メシアは国民連合を離党。 

### 2022年大統領選挙におけるエリック・ゼムール支援
メシアは、2020年末、「アポロン学院（Institut Apollon）」という極右の研究サークルを結成（ル・モンドは、「秘密結社」と評した）し、2022年フランス議会総選挙における候補者擁立を図った。メシアは、2022年大統領選挙においてエリック・ゼムールを支持し、2022年1月に同陣営のスポークスマンとなった。2022年4月28日、第1次選の結果が発表されたのち、メシアは、再征服からの離党を表明し、アポロン学院での活動に戻った。

## 政治思想
ジャン・メシアは、極右の代表的な人物である。